# Новогвинейское море
Новогвине́йское мо́ре (англ. Bismarck Sea) — межостровное море на западе Тихого океана, с севера, востока и юга ограничено архипелагом Бисмарка, с запада — островом Новая Гвинея; сообщается проливом Витязь с Соломоновым морем. Средняя глубина моря составляет 1700 м, максимальная глубина — 2665 м. Площадь Новогвинейского моря — около 310 тысяч км².
Дно моря представляет собой аккумулятивную равнину с многочисленными мелкими поднятиями и вулканическими островами. В акватории моря отмечается высокая сейсмическая активность, часто происходят подводные землетрясения.
Берега выровненные. Многочисленные коралловые рифы. Вдоль острова Новая Гвинея проходит Новогвинейское течение со скоростью 0,5—0,75 м/с. Между островами наблюдаются сильные приливные течения.
Средняя температура воды на поверхности 28 °C. Солёность 34 ‰, что ниже средней океанической благодаря обилию атмосферных осадков. В море впадают крупные реки Сепик и Раму (обе на северо-восточном берегу Новой Гвинеи).
Основные порты: Маданг на берегу залива Астролябия на острове Новая Гвинея, Рабаул на острове Новая Британия.
Все берега Новогвинейского моря и острова, лежащие в его акватории, принадлежат Папуа — Новой Гвинее.
В изучении географии Новогвинейского моря большую роль сыграли русские морские экспедиции (в частности, на корвете «Витязь»), связанные с работами Н. Н. Миклухо-Маклая, в честь которого названа часть побережья Новогвинейского моря — берег Миклухо-Маклая.
Пролив между Новой Гвинеей и островами Умбои и Новая Британия был назван в 1871 году экипажем корвета «Витязь» проливом Александра II.

## История
С 1910 года в английской картографии получило название Море Бисмарка, переименовано в честь германского министра иностранных дел Пруссии Отто Бисмарка.
2—4 марта 1943 года в море произошло крупное сражение между американо-австралийскими и японскими войсками. Атака японского конвоя союзной авиацией 3—4 марта 1943 года закончилась потоплением восьми войсковых транспортов и четырёх эсминцев.